# 반도 전쟁
반도 전쟁(영어: Peninsular War, 포르투갈어: 스페인어: Guerra peninsular)은 스페인과 포르투갈이 나폴레옹의 지배에 대항하여 일으킨 전쟁이다. 각 참전국에 따라서 스페인 독립 전쟁(스페인어: Guerra de la Independencia española, 프랑스어: Guerre d'indépendance espagnole), 프랑스 침공(포르투갈어: Invasões francesas), 프랑스 전쟁(스페인어: Guerra del Francés)이라고 부른다.
1807년 나폴레옹은 포르투갈을 대륙제패체제에 가입시켰고, 1808년에는 그의 형 조제프 보나파르트를 스페인 왕위에 즉위시켰다. 그러나 이 조치는 두 나라의 민족적인 격렬한 반감을 불러 일으켰고, 스페인의 게릴라활동을 촉발시켰다. 이 게릴라들은 적극적인 활동으로 전성기에 있던 나폴레옹의 군대를 교란하고, 해방 전쟁의 발단을 열었으며, 이것은 곧 나폴레옹 몰락의 원인이 되었다.
1812년 웰링턴이 지휘하는 영국, 스페인의 연합군은 살라망카에서 승리를 거두어 마드리드를 점령한 다음, 프랑스인을 축출하였다.

## 참고 자료
- 이 문서에는 다음커뮤니케이션(현 카카오)에서 GFDL 또는 CC-SA 라이선스로 배포한 글로벌 세계대백과사전의 내용을 기초로 작성된 글이 포함되어 있습니다.

## 같이 보기
- 나폴레옹 전쟁
- 대륙봉쇄령
- 영국-포르투갈 동맹